# Lardon (construction mécanique)
Pour les articles homonymes, voir lardon.
En construction mécanique, un lardon est une pièce parallélépipèdique transversalement et conique longitudinalement.
Sa première fonction est d'assurer le guidage du chariot le long de la glissière. Il peut partager cette fonction avec le listel.
Sa seconde fonction justifie sa forme conique, permettre en cours d'usure un réglage à la valeur de jeu minimum.
Pièce de frottement par définition (par opposition au tenon qui lui est statique), le lardon est souvent réalisé en fonte (excellente tenue en compression) ou en bronze.